# Абстрактное мышление
Абстрактное мышление — один из видов человеческого мышления, который заключается в образовании абстрактных понятий и оперировании ими. При абстрактном мышлении человек выходит за рамки привычной системы координат и правил мировосприятия, абстрагируясь от внешней действительности и пытаясь сконцентрироваться исключительно на исследовании мысли или идеи. В таком виде мышления часто используются образы и символы как общеизвестные, так и такие, которые получают своё значение исходя из имеющегося багажа знаний самого мыслительного процесса. Абстрактное мышление это  умение с помощью переноса сознания (абстрагирования) в абстрактный мир и исследуя вопрос или проблему с разных вариантов в этом мире, параллельно, запуская процесс в реальном мире, правильно либо её описать, либо решить.

## Определение в официальных документах
Мышление, представляющее собой способность оператора образовывать общие понятия, отрываясь в восприятиях от реальности, рефлексировать (быть в состоянии рефлексии).

## Возникновение абстрактных понятий
Абстрактные понятия («число», «материя», «стоимость» и т. д.) возникают в процессе мышления как обобщение данных чувственного познания конкретных предметов и явлений объективной действительности.

## Необходимость абстрактных понятий
Они включаются в познавательную деятельность человека, направленную на раскрытие общих, существенных связей и отношений вещей. Анализируя и синтезируя уже образованные понятия, человек путём суждений, рассуждений и умозаключений познаёт новые для него связи и отношения объектов, расширяет и углубляет свои знания о них. Абстрактное мышление особенно тесно связано с языком, что является средством осуществления логических операций, фиксаций их познавательных результатов. Склонность к абстрактному мышлению может выступать как типологическая особенность человека.